# Алашеев, Юрий Тимофеевич
Ю́рий Тимофе́евич Алаше́ев (17 октября 1923 — 21 декабря 1959) — Герой Советского Союза (5.05.1960, посмертно), лётчик-испытатель 1-го класса (1954), подполковник.

## Биография
Родился 17 октября 1923 года в посёлке Инза Карсунского уезда Симбирской губернии (ныне город Ульяновской области). В 1941 году работал литературным сотрудником редакции газеты.
В Красной армии с 1941 года.
С августа 1941 года по сентябрь 1942 года обучался в 5-й (август—ноябрь 1941 года, г. Алатырь, Чувашия), 2-й (ноябрь 1941 года — август 1942 года, г. Саратов) и 15-й (август—сентябрь 1942 года, г. Уральск) военных авиационных школах первоначального обучения лётчиков. В феврале 1943 года окончил 3-ю ВАШПОЛ (пос. Ибреси, Чувашия), в июле 1944 года — Вязниковскую военную авиационную школу пилотов.
В 1944—1946 годах — лётчик 1-го запасного авиационного полка (г. Арзамас).
В октябре—ноябре 1944 года проходил боевую стажировку в 111-м гвардейском истребительном авиационном полку (4-й Украинский фронт). Совершил 12 боевых вылетов на истребителе Ла-5.
В 1946—1948 годах  — лётчик-инструктор Борисоглебского ВАУЛ.
В 1950 году окончил школу лётчиков-испытателей.
С мая 1950 года по февраль 1954 года — на лётно-испытательной работе в ЛИИ.
Участвовал в испытаниях СМ-2 (1953) и других истребителей по тематике института. С 1954 года — лётчик-испытатель ОКБ Туполева.
Выполнил первый полёт и провёл испытания Ту-104 (1955), Ту-105 (1956), Ту-16К (1957), Ту-22 (1958); принимал участие в испытаниях Ту-114.
Установил 11 мировых авиационных рекордов: в 1957 году — 6 рекордов: скорости, дальности и грузоподъёмности на Ту-104А, в 1959 году — 5 рекордов грузоподъёмности на Ту-104Б.
Жил в городе Жуковский Московской области.
Внук — бизнесмен, основатель группы компаний «Агама» Юрий Олегович Алашеев.

## Гибель
Погиб 21 декабря 1959 года при выполнении испытательного полёта на опытном Ту-22 в Рязанской области. Похоронен на Быковском кладбище в городе Жуковский. 

Указом Президиума Верховного Совета СССР от 5 мая 1960 года за мужество и героизм, проявленные при освоении новой военной техники, подполковнику Алашееву Юрию Тимофеевичу посмертно присвоено звание Героя Советского Союза.

## Память
- Именем Героя названы улица и переулок в городе Ульяновск, улицы —  в городе Инза и посёлке Кратово Раменского района Московской области.
- Его именем названа школа № 1 в городе Инза, в которой учился Ю.Т. Алашеев, на здании школы установлена мемориальная доска, а перед школой —  его бюст.
- У Обелиска «30 лет Победы», воинам-ульяновцам, погибшим в годы Великой Отечественной войны 1941—1945 гг. (Площадь 30-летия Победы, Ульяновск), установлена мемориальная плита с его именем.
- В 2023 году Почта России выпустила художественный маркированный конверт «Ульяновская область. 100 лет со дня рождения Ю.Т. Алашеева (1923–1959), Героя Советского Союза, лётчика-испытателя»[5].
- В 2023 году в городе Жуковский на доме, где жил Ю.Т. Алашеев в 1958—1959 годах (ул. Маяковского, 13), установлена мемориальная доска[6].

- ХМК РФ, 2023. 100 лет Ю. Т. Алашееву.

## Награды
- Медаль «Золотая Звезда» Героя Советского Союза (5.05.1960)
- Два ордена Ленина (12.07.1957; 5.05.1960)
- Медаль «За боевые заслуги» (19.11.1951)
- Медали СССР